# Мельгунов, Юлий Николаевич
Ю́лий Никола́евич Мельгуно́в (30 августа (11 сентября) 1846, Ветлуга Костромской губ., ныне Нижегородской обл. — 19 (31) марта 1893, Москва) — российский теоретик музыки, фольклорист и пианист.

## Очерк биографии и творчества
Происходил из старинного дворянского рода Мельгуновых. В 1866 г. окончил Александровский (бывший Царскосельский) лицей. Живя в Петербурге, брал уроки игры на фортепиано (у А. Л. Гензельта и А. Драйшока) и изучал теорию музыки у Г. А. Лароша. Около 1870 г. переехал в Москву, некоторое время учился в Московской консерватории (класс фортепиано Н. Г. Рубинштейна). В 1875-76 гг. изучал теорию музыки у Ю. К. Арнольда. Под его влиянием увлёкся идеей родства древнегреческой (и византийской) музыки с русской церковной монодией, которую рассматривал как разновидность (русского) народного творчества.
Познакомившись с Рудольфом Вестфалем, вместе с ним издал ритмо-темповую редакцию десяти фуг И. С. Баха со своим предисловием «О ритмическом исполнении фуг Баха» (1878). В 1870-е годы с целью пропаганды своих взглядов на роль ритма в классической музыке Мельгунов (в качестве пианиста) и Вестфаль осуществили концертную поездку по Германии. По России Мельгунов гастролировал в ансамбле со скрипачом Ф. Лаубом и виолончелистом К. Ю. Давыдовым.
Историческое значение имеет деятельность Мельгунова по собиранию и исследованию русской народной песни. В сборнике «Русские народные песни непосредственно с голосов народа записанные и с объяснениями изданные» (1879—1885, с важным научным предисловием) впервые воспроизведено русское крестьянское многоголосие. C его предисловием и в его редакции издан также фольклорный сборник «Напевы Вологодской губернии, собранные М. Куклиным» (вып. 1, 1890).
Как теоретик музыки, занимался изучением гармонии и ритмики русской народной песни. Особенность нового подхода Мельгунова заключалась, в частности, в письменной фиксации не только некоего ведущего голоса («мелодии» в обыденном понимании) многоголосной песни, но и каждого из подголосков записанной собирателем оригинальной гетерофонной фактуры (визуально эти гетерофонные варианты редактор отобразил столбиком, один вариант под другим). Одним из первых в России Мельгунов указывал на ошибочность подхода филологов, анализирующих народную поэзию per se, то есть как «абсолютную» поэзию. Верных заключений о ритмике русских народных песен, считал он, можно добиться только изучая текст совместно с мелодией.
На музыкально-теоретические концепции Мельгунова прямое влияние оказали популярные в его время исследования Ф. О. Геварта и Р. Вестфаля. Оценивая значение античной учёности, Мельгунов писал:

Нам говорят о древних гаммах, как о чём-то отжившем, не имеющим никакой связи с современной практикой музыкальных сочинений. Между тем несомненно, что рано или поздно музыкальная наука должна будет не только вернуться к изучению древнегреческой музыки, но и признать, что ежели есть возможность создать действительно научную теорию музыки, то таковая должна быть непременно основана на истинах, разработанных древними.

## Труды, редакции
- О ритме и гармонии русских народных песен (1884) // Труды музыкально-этнографической комиссии. Т. 1. М., 1906, сс.361-399.
- Записка о церковной музыке, читанная <…> в мае 1883 года // Труды музыкально-этнографической комиссии. Т. 1. М., 1906, сс.403-407.
- Русские народные песни непосредственно с голосов народа записанные и с объяснениями изданные. Вып.1. М.: Типография Э. Лисснера и Ю. Романа, 1879.- 131 с.
- Русские народные песни непосредственно с голосов народа записанные и с объяснениями изданные. Вып.2. СПб., 1885.
- J.S.Bach. Sieben Fugen für Piano. Erste rhythmische Ausgabe, v. R.Westphal u. J.Melgunow. [s.l.], 1878.
- J.S.Bach. Zehn Fugen für Piano. Zweite rhythmische Ausgabe, v. R.Westphal u. J.Melgunow. [s.l.], 1897.
- Элементарный учебник музыкальной ритмики // Труды Музыкально-этнографической комиссии, т. 3. М., 1907.